# لوییس انتونیو اموچاستگویی
لوییس انتونیو اموچاستگویی (اسپانیایی: Luis Antonio Amuchástegui‎؛ زادهٔ ۱۲ دسامبر ۱۹۶۰) بازیکن فوتبال اهل آرژانتین است.
از باشگاه‌هایی که در آن بازی کرده‌است می‌توان به باشگاه فوتبال ریور پلاته، باشگاه ورزشی سن لورنسو آلماگرو، و باشگاه فوتبال آمریکا اشاره کرد.
وی همچنین در تیم ملی فوتبال آرژانتین بازی کرده‌است.